# 白皮唐竹
白皮唐竹（学名：Sinobambusa farinosa）为禾本科唐竹属下的一个种。模式标本采自广东河源。